# Keysville (Virginie)
Pour les articles homonymes, voir Keysville.
Keysville est une municipalité américaine située dans le comté de Charlotte en Virginie.
Selon le recensement de 2010, Keysville compte 832 habitants. La municipalité s'étend sur 1,16 mille carré (3 km2).
Le bourg est fondé autour de la Key’s Tavern, ouverte en 1809 par John Key. Keysville se développe à partir du milieu du XIXe siècle, en raison de sa situation à l'intersection de deux lignes du Southern Railway : Richmond-Danville et Keysville-Durham. Elle devient une municipalité en 1887,.
La gare de Keysville, construite dans les années 1890, est inscrite au Registre national des lieux historiques. Elle est l'un des rares exemples restant d'une gare typique de cette époque, comportant notamment des salles d'attente ségréguées.